# Марга Фаульштіх
Марга Фаульштіх (нім. Marga Faulstich, 16 червня 1915 — 1 лютого 1998) — німецька хімікиня скла. Упродовж 44 років працювала у Schott AG. За цей час працювала над більш ніж 300 видами оптичного скла. 40 патентів було зареєстровано на її ім'я. Перша жінка-директорка Schott AG.

## Життя і праця
Марга Фаульштіх народилася у Веймарі в 1915 році. Мала двох рідних братів. У 1922 році сім'я переїхала в Єну, де Фаульштіх відвідувала середню школу. Після закінчення середньої школи в 1935 році почала стажування як асистентка в компанії Schott AG, одному з провідних виробників оптичного і технічного скла в Європі. У перші роки роботи там працювала над розробкою тонких плівок. Результати фундаментальних досліджень того часу досі використовуються у виробництві сонцезахисних окулярів, антивідбивних лінз, і скляних фасадів.
Талановита молода жінка, Фаульштіх швидко просувалася кар'єрою — від асистентки до фахівчині, далі до наукової співробітниці, і, нарешті, вченої. Її наречений загинув у Другій світовій війні, і з тих пір вона зосередилася на роботі. У 1942 році вивчала хімію, продовжуючи працювати на Schott. Через зміну ситуації після Другої світової не змогла закінчити навчання. Єна належала до радянської зони окупації; однак, в Єні знаходилися найбільш передові підприємства скловаріння у світі, і західні союзники хотіли отримати і використовувати це ноу-хау. Таким чином, 41 фахівця і менеджера Schott перевезли у західний сектор, у тому числі і Маргу Фаульштіх.
У 1949 році в Ландсгуті побудовано нову науково-дослідну лабораторію, щоб люди із Schott могли продовжувати свою роботу. Однак після того, як у 1948 році завод в Єні було націоналізовано, а в 1949 році остаточно закріпився розподіл Німеччини, було вирішено, що в Майнці буде побудовано новий завод для «41 склодува» з Schott.
Новий завод у районі Нойштадт («Нове місто») на околиці Майнца був відкритий у 1952 році. Тут Марга Фаульштіх продовжила роботу з дослідження і розробки нових оптичних лінз, особливо лінз для мікроскопів і біноклів. Окрім своїх досліджень, Фаульштіх керувала розплавом у тиглі.
Марга Фаульштіх отримала міжнародне визнання за винахід легкої лінзи для окулярів SF 64, яку відзначили у 1973 році в США нагородою R&D 100 Awards як одну з найважливіших новацій року. У 1979 році вона пішла на пенсію, пропрацювавши в Schott AG 44 роки. Наступні кілька років вона подорожувала, але, як і раніше, читала лекції і доповіді на конференціях, присвячених хімії скла. Марга Фаульштіх померла 1 лютого 1998 року в Майнці, у віці 82 років.
Компанія Google присвятила їй дудл 16 червня 2018 року.